# إسكندر لوقا
إسكندر لوقا، كاتب وروائي وأديب سوري من مواليد مدينة الإسكندرونة في 6 كانون الأول عام 1929م. انتقل وأفراد أسرته من مسقط رأسه إلى دمشق إثر إلحاق لواء الإسكندرونة بتركيا عام 1939.

## بيوغرافيا
بدأ كتابة القصة القصيرة وهو في سن مبكرة في أواخر العقد الرابع من القرن العشرين. أنهى دراسته الابتدائية في مدرسة الغسانية في دمشق، وتابعها في ثانوية التجهيز الأولى وانصرف بعد ذلك إلى العمل تحت ضغط الحاجة. نال الشهادة الثانوية دراسة حرة، كذلك الإجازة الجامعية (كلية التربية)[بحاجة لمصدر]، ومن ثم حصل على شهادة الدكتوراة بدرجة شرف أول من جامعة القديس يوسف اليسوعية في لبنان عام 1975.
أصدر عدداً كبيراً من الكتب تجاوز ال 45 كتاباً، بينها مجموعات قصصية وأخرى مسرحية و أخرى روائية. بحكم عمله في رئاسة الجمهورية العربية السورية، زار بصحبة الرئيس السابق حافظ الأسد معظم دول العالم واكتسب بذلك خبرة من خلال تعرفه على طبائع الناس في الدول التي زارها ، فأمدّته خبرته بالعديد من المواضيع الأدبية . كذلك له إسهامات في الكتابة للإذاعة والتلفزيون وللصحف والدوريات في داخل سورية وخارجها منذ خمسنات القرن الماضي حتى اليوم .
شارك اسكندر لوقا في الأمسيات الأدبية داخل العاصمة دمشق وفي مختلف المدن في المحافظات السورية. يعد الدكتور اسكندر لوقا واحدا من روّاد القصة القصيرة في سورية، هذا فضلا عن كونه فناناً تشكيلياً شارك في العديد من المعارض بشكل فردي أو جماعي. كذلك هو من مؤسسي اتحاد الكتاب العرب في سورية في سبعينات القرن الفائت، كما أنه عضو في اتحاد الصحفيين العرب ونقابة الفنون التشكيلية.
اختير عام 2006 ليكون عضواً في مجلس أمناء جامعة البلمند في طرابلس في لبنان، كما اختير في العام 2007 ليكون عضواً في مجلس أمناء دار أوبرا دمشق (دار الأسد للثقافة والفنون سابقًا) في العاصمة دمشق.
أشارت إليه المعارضة السورية بأنه قائد الفريق الخطابي الذي كان يعدّ الخطابات للرئيس السوري السابق حافظ الأسد.

## أعماله
لدى الكاتب العديد من الأعمال:
1. حب في كنيسة- قصص قصيرة- م. الصيداوي- دمشق 1952.
2. في ليلة قمراء- قصص قصيرة- م. الصيداوي- دمشق 1953.
3. العامل المجهول- قصص قصيرة- م. الصيداوي- دمشق 1954.
4. أنصاف مخلوقات- قصص قصيرة- م. بكداش- دمشق 1955.
5. نافذة على الحياة- قصص قصيرة- م. الصيداوي- دمشق 1958.
6. اسكندرونة- مسرحية- م. الصيداوي- دمشق 1958.
7. رأس سمكة- قصص قصيرة- م. الصيداوي- دمشق 1961.
8. النفق والأرقام- قصص قصيرة- م. ابن زيدون- دمشق 1961.
9. من ملفات القضاء- قصص قصيرة- م. الصيداوي- دمشق 1964.
10. أوراق من الحياة- خواطر- م. الصيداوي- دمشق 1969.
11. الاختزال العربي- فن الاختزال- دار أطلس- دمشق 1970 1980 ط2- ط3.
12. الوليمة- قصص قصيرة- اتحاد الكتاب العرب- 1971.
13. سرّ في المقهى- قصة طويلة للناشئة- م. الصيداوي- دمشق 1971.
14. سرّ في العلبة المميتة- قصة طويلة للناشئة- م. الصيداوي- دمشق 1971.
15. المعجم الفضي- معجم تركي- عربي- دار أطلس- دمشق 1973.
16. المدخل إلى اللغتين التركية والعثمانية- تعليم لغة- دار أطلس- دمشق 1976.
17. الحركة الأدبية في دمشق (1800- 1918)- دراسة (أطروحة دكتوراه) م. الصيداوي- دمشق 1976.
18. المعجزة في قلب الصحراء- قصص للأطفال- اتحاد الكتاب العرب- دمشق 1977- 1985 ط2.
19. حافظ الأسد: قيم فكرية إنسانية (1)- دراسة تحليلية- دار طلاس، دمشق 1986- 1987 ط2.
20. حافظ الأسد: قيم فكرية إنسانية (2)- دراسة تحليلية- م. شبيبة الثورة- دمشق 1988.
21. حافظ الأسد: قيم فكرية إنسانية(3)- دراسة تحليلية- م. شبيبة الثورة- دمشق 1990.
22. شعب وقائد- دراسة تحليلية 1992.م. مؤسسة الوحدة.
23. حافظ الأسد: قيم فكرية إنسانية (4)- دراسة تحليلة 1993.م. شبيبة الثورة - دمشق 1993.
24. حافظ الأسد : معجم في الفكر السياسي والاجتماعي - موسوعة - م . اتحاد العمال العرب دمشق 1995.
25. عودة شاهين - قصص قصيرة - م.دار ماردين - حلب - 1997.
26. تأملات ـ قراءات فكرية ـ 2005م
27. محاضرات ثقافية (1967م-2000م) قراءات ثقافية ـ 2005م
28. محاضرات سياسية(1978م-2004م) قراءات سياسية ـ 2005م
29. محاضرات اجتماعية(1990م-2005م) قراءات اجتماعية ـ 2005م
30. محاضرات دينية(1970م-2004م) قراءات دينية ـ 2005م
31. أحاديث مع الذات(1966م-2004م) لقاءات إعلامية ـ 2005م
32. عازف الناي ـ قروية من شولم ـ مسرحيتان ـ 2006م
33. المفكرة الشامية(1516م-1977م) مفكرة تاريخية ـ 2006م
34. الأرض باقية ـ قصص قصيرة ـ 2006م
35. الوحل ـ رواية ـ 2006م
36. من حكايات ليلة 29 أيار ـ رواية ـ 2007م
37. ضياع في غابة ـ رواية ـ 2007م
38. غريب أنا في بيتي ـ رواية ـ 2007م
39. رحلة جسد ـ رواية ـ 2007م
40. المدينة مدينتي ـ رواية ـ 2007م
41. قصص منسية ـ قصص قصيرة ـ 2008م
42. أوراق الخريف ـ الأسير ـ مسرحيتان ـ 2008م
43. المقدمات ـ مقدمات كتب ـ 2009م
44. معجزة في الصحراء ـ قصص أطفال ـ 77/58/09

### أعمال شارك في إعدادها
1. التبرئة قضية سياسية- دراسة سياسية- م. الجمهور- دمشق 1965.
2. جمال عبد الناصر في ذمة التاريخ- دراسة سياسية- م. الجمهور- دمشق 1970.
3. كذلك قال الأسد - أقوال وشهادات- دار طلاس- دمشق 1984- 1998
4. الانتفاضة، وخرق إسرائيل اتفاقيات جنيف- دراسة سياسية- 1988.
5. حرب الخليج، غزو الكويت وتحريرها- دراسة سياسية- 1992.